# Pasiphila suffusa
Pasiphila suffusa är en fjärilsart som först beskrevs av Hudson 1928.  Pasiphila suffusa ingår i släktet Pasiphila och familjen mätare. Inga underarter finns listade i Catalogue of Life.